# Stenotarsus tarsalis
Stenotarsus tarsalis är en skalbaggsart som beskrevs av Henry Stephen Gorham 1890. Stenotarsus tarsalis ingår i släktet Stenotarsus och familjen svampbaggar. Inga underarter finns listade i Catalogue of Life.